# Ernesto Escobedo
Ernesto Escobedo (ur. 4 lipca 1996 w Los Angeles) – meksykański tenisista reprezentujący do 2023 roku Stany Zjednoczone.

## Kariera tenisowa
Od roku 2014 jest tenisistą zawodowym.
W grze pojedynczej Escobedo wygrał 4 turnieje rangi ATP Challenger Tour. Najwyżej sklasyfikowany był na 67. miejscu (17 lipca 2017) w singlu oraz na 296. pozycji (16 maja 2022) w deblu.
W 2016 roku zadebiutował w imprezie Wielkiego Szlema podczas turnieju US Open. Dotarł wówczas do drugiej rundy, w której przegrał z Kyle’em Edmundem.
Jest kuzynem innego amerykańskiego tenisisty, Emilio Navy.

### Zwycięstwa w turniejach ATP Challenger Tour w grze pojedynczej
| Końcowy wynik | Nr | Data                 | Turniej   | Nawierzchnia | Przeciwnik        | Wynik finału        |
| ------------- | -- | -------------------- | --------- | ------------ | ----------------- | ------------------- |
| Zwycięzca     | 1. | 31 lipca 2016        | Lexington | Twarda       | Frances Tiafoe    | 6:2, 6:7(6), 7:6(3) |
| Zwycięzca     | 2. | 15 października 2016 | Monterrey | Twarda       | Denis Kudla       | 6:4, 6:4            |
| Zwycięzca     | 3. | 28 lipca 2019        | Granby    | Twarda       | Yasutaka Uchiyama | 7:6(5), 6:4         |
| Zwycięzca     | 4. | 9 stycznia 2022      | Bendigo   | Twarda       | Enzo Couacaud     | 5:7, 6:3, 7:5       |